# Brus (władca Gotów)
Brus – legendarny władca Gotów. Według Duklanina (c.1-2) jeden z trzech synów Swewlada I, brat Totilii i Ostroila. Po śmierci ojca przejął władzę nad swą ojczystą ziemią (brak informacji o jej lokalizacji), zaś pozostali bracia chcąc zdobyć sławę za jego radą opuścili owe ziemie i podbili prowincję panońską, przejmując nad nią władzę.